# The Mangler
Série
The Mangler 2
(2002)
Pour plus de détails, voir Fiche technique et Distribution.
The Mangler est un film d'horreur américain réalisé par Tobe Hooper et sorti en 1995. Il s'agit d'une adaptation de la nouvelle La Presseuse de Stephen King. Produit et distribué par New Line Cinema, le film met en scène Robert Englund et Ted Levine. En France, le film est directement sorti en vidéo sous le titre La Presseuse diabolique. Il est cependant sorti au cinéma au Québec sous le titre La Machine Infernale. Le film n'a d'ailleurs jamais été doublé en France, la version française disponible en DVD et VHS sur le territoire français a été doublé au Québec.

## Synopsis
Sherry travaille dans la blanchisserie industrielle Blue Ribbon, appartenant à son oncle Bill Gartley. Un jour, elle se coupe accidentellement sur un levier relié à une énorme repasseuse-plieuse et éclabousse de sang sa bande de roulement. Des étincelles et des flux de lumière se produisent lorsque le sang entre en contact avec la machine. Plus tard, Mme Frawley, une ouvrière âgée, renverse des médicaments sur la bande de roulement. Lorsqu'elle tente de les ramasser, la sécurité se soulève inexplicablement et emprisonne sa main à l'intérieur, puis tout son corps est tiré dans la machine, écrasé et plié comme un drap.
L'inspecteur de police John Hunton, avec l'aide de son beau-frère Mark, passionné de démonologie, enquête sur l'incident et ceux qui suivent bientôt. Au fur et à mesure que l'intrigue progresse, Mark tente de convaincre Hunton que la machine pourrait être possédée, et que la seule façon d'arrêter la série d'accidents est d'exorciser la machine. Hunton finit aussi par apprendre que Gartley et d'autres notables de la ville ont tous sacrifié leurs filles encore vierges à la machine lors de leur seizième anniversaire en échange de richesses et de pouvoir, et que Gartley prévoit de faire la même chose à Sherry pour compléter sa part du marché.
Avec l'aide de Sherry, les deux hommes tentent d'exorciser le démon - qui tue aussi Gartley, son amante et protégée Lin Sue et le contremaître Stanner - en récitant une prière et en l'arrosant d'eau bénite. La machine s'arrête mais Mark se rend compte alors que les médicaments tombés dans la machine contenaient de la belladonne, et que non seulement l'exorcisme était de fait inadapté, mais que le démon est maintenant plus fort que jamais. La machine revient à la vie avec une volonté propre, se débarrassant de morceaux de métal et se dressant à la manière d'une bête sauvage. Hunton, Mark et Sherry sont pourchassés par la machine désormais mobile. Celle-ci met Mark en morceaux, puis Sherry tente de se sacrifier pour arrêter la machine, mais en est empêchée par Hunton. Tous deux tombent dans l'égout en contrebas, la machine essayant de les atteindre. Soudain, quelque chose tombe de la machine dans l'eau et un gémissement mécanique s'ensuit. La machine s'immobilise, et John et Sherry s'échappent.
Hunton reçoit une lettre de son ami et confident, le photographe J. J. J. Pictureman, qui l'avertit de ne faire confiance à personne dans la ville, car ils sont possédés par la machine. Le temps passe et Hunton va voir comment va Sherry. Cependant, à grand désarroi, il découvre que la machine est revenue à sa place et a repris ses fonctions de repasseuse-plieuse et que Sherry, qui avait perdu son annulaire dans la lutte, a remplacé son oncle en tant que nouvelle propriétaire tyrannique de la blanchisserie. Il jette les fleurs qu'il lui avait apportées et quitte l'usine.

## Fiche technique
- Titre original: The Mangler
- Titre français : La Presseuse Diabolique , La Calandreuse
- Titre québécois : La Machine Infernale
- Réalisation : Tobe Hooper
- Scénario : Tobe Hooper, Stephen Brooks et Peter Welbeck d'après la nouvelle La Presseuse dans le recueil Danse macabre de Stephen King
- Musique : Barrington Pheloung
- Photographie : Amnon Salomon
- Décors : David Barkham
- Montage : David Heitner
- Production : Anant Singh
- Sociétés de production : New Line Cinema, Allied Film Production, Distant Horizons et Filmex Pty. Ltd
- Société de distribution : New Line Cinema
- Pays de production :  États-Unis
- Langue originale : anglais
- Format : couleur - 35 mm - Dolby
- Genre : horreur
- Durée : 106 minutes
- Dates de sortie :
  - États-Unis : 3 mars 1995
  - France : 7 juin 2000 (direct-to-video)

## Distribution
- Robert Englund : William « Bill » Gartley
- Ted Levine : l'inspecteur John Hunton (VFQ: Éric Gaudry)
- Daniel Matmor : Mark Jackson (VFQ: Luis De Cespedes)
- Jeremy Crutchley : J. J. J. Picture man (VFQ: Yvon Thiboulot)
- Vanessa Pike : Sherry Ouelette
- Demetre Phillips : George Stanner (VFQ: Ronald France)
- Lisa Morris : Lin Sue
- Vera Blacker : Adelle Frawley
- Ashley Hayden : Annette Gillian
- Danny Keogh : Herb Diment
- Ted Le Plat : le docteur Ramos
- Todd Jensen : Roger Martin
- Gerrit Schoonhoven : Aaron Rodriguez
- Nan Hamilton : Mme Ellenshaw

## Production
L'écriture du scénario nécessite de nombreux changements par rapport à la nouvelle, d'une longueur d'une vingtaine de pages, afin que le film atteigne la longueur d'un long-métrage. Parmi ceux-ci, le principal est le développement du personnage du propriétaire de la blanchisserie, seulement mentionné en passant dans la nouvelle et qui devient le méchant principal du film. Harry Alan Towers écrit une première version du script sous un pseudonyme et celui-ci est ensuite largement remanié, y compris pendant le tournage, par Tobe Hooper et Stephen Brooks, qui est aussi assistant-réalisateur.
À l'origine prévu à Toronto, le tournage se déplace en Afrique du Sud et est qualifié d'éreintant par Tobe Hooper. Il dure deux mois et demi.

## Accueil

### Critique
Il a reçu un accueil critique très défavorable, recueillant 27 % de critiques positives, avec une note moyenne de 2,7/10 et sur la base de 11 critiques collectées, sur le site agrégateur de critiques Rotten Tomatoes.
Pour L'Écran fantastique, « les séquences d'horreur efficaces ne masquent guère la vacuité du scénario ». Gilles Esposito, de Mad Movies, délivre une critique plus favorable, estimant que c'est une « œuvre à redécouvrir » qui frappe par son « expressionnisme années 90 marqué par des couleurs flashy et des plans cadrés au grand-angulaire ». Stephen King affirme plus tard à propos du film que « les images sont surréalistes et les décors impressionnants » mais que le film « se perd en cours de route ».

### Box-office
Le film a été un cuisant échec commercial, rapportant environ 1 780 000 $ au box-office en Amérique du Nord.

## Distinctions
Grâce à ce film, Robert Englund est récompensé comme meilleur acteur au Fantafestival en 1995.

## Suites
The Mangler a donné lieu à deux suites alternatives: The Mangler 2 (2002), qui n'a rien à voir avec le film original, et The Mangler Reborn (2005), dans lequel un réparateur trouve des morceaux de la presseuse et la reconstruit.